# Luba (stad)
Luba är en provinshuvudstad i Ekvatorialguinea.   Den ligger i provinsen Provincia de Bioko Sur, i den nordvästra delen av landet, 40 km sydväst om huvudstaden Malabo. Luba ligger 72 meter över havet och antalet invånare är 8 655. Den ligger på ön Isla de Bioko.
Terrängen runt Luba är varierad. Havet är nära Luba åt nordväst. Runt Luba är det glesbefolkat, med 11 invånare per kvadratkilometer. Det finns inga andra samhällen i närheten. I omgivningarna runt Luba växer i huvudsak städsegrön lövskog.